# Ludwik Marteau

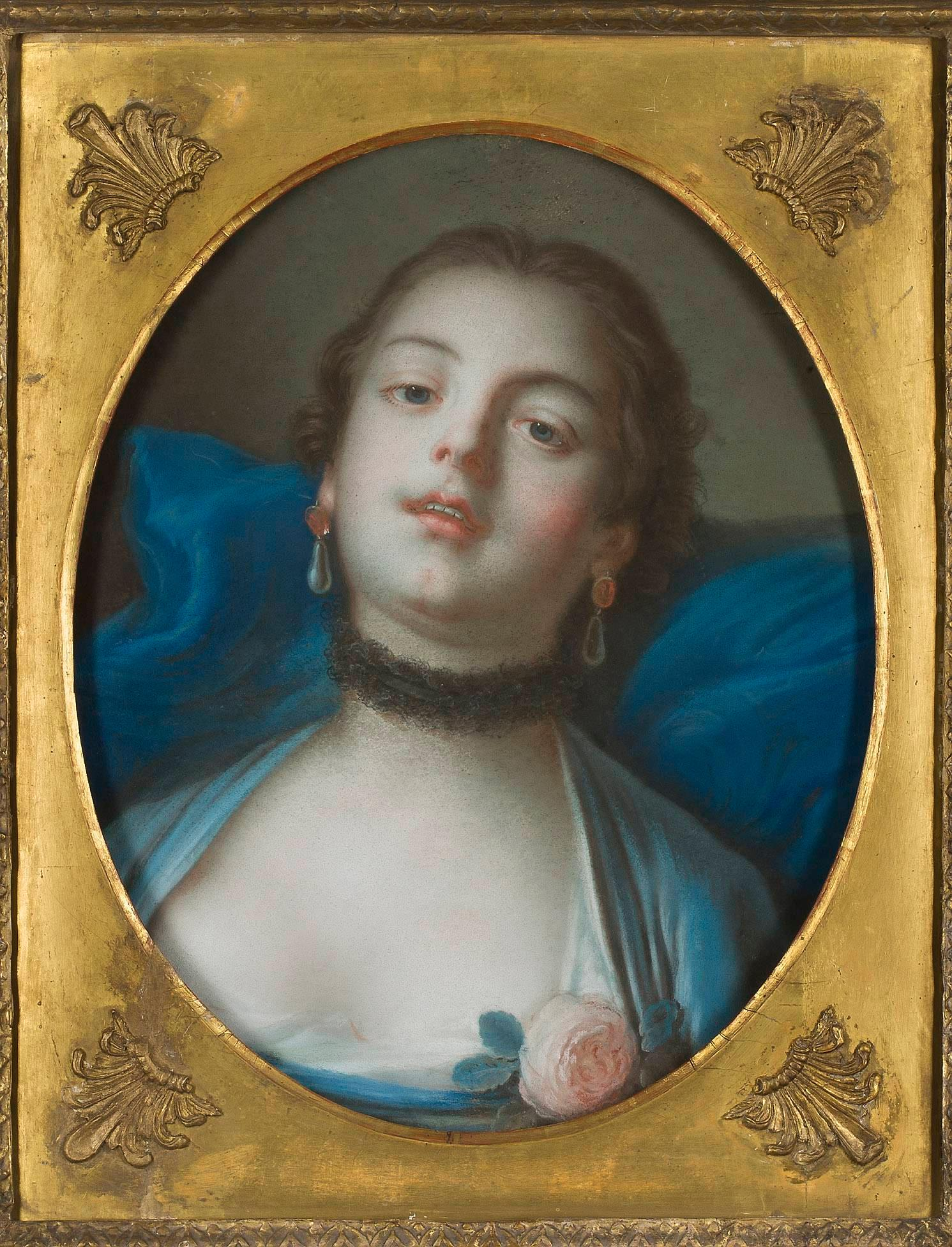
Alegoria Rozkoszy (1766–1767, Muzeum Narodowe w Warszawie)

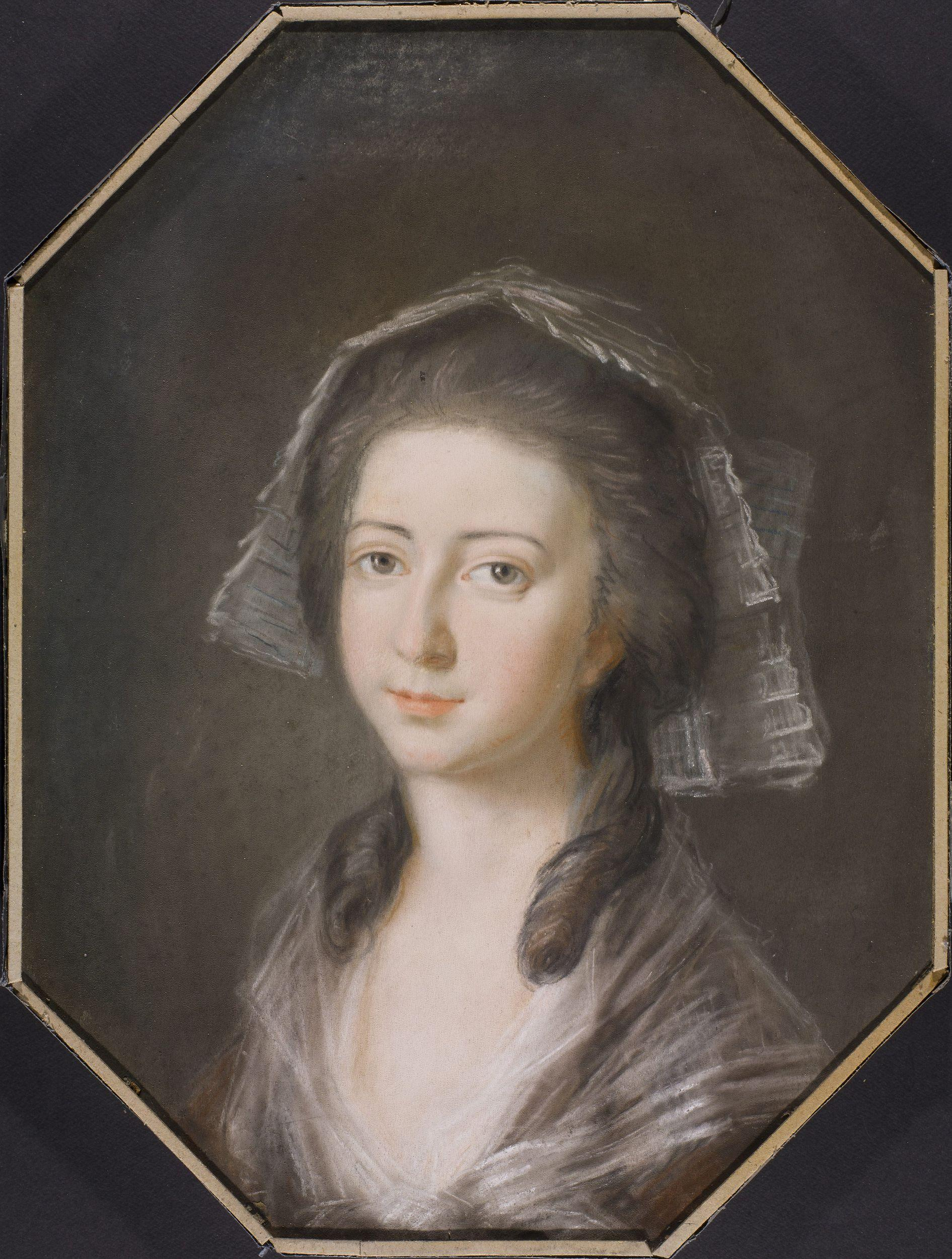
Portret księżnej Marii z Czartoryskich Wirtemberskiej (ok. 1780)

Ludwik Marteau (Louis-François Marteau, ur. ok. 1715 w Paryżu, zm. 2 listopada 1804 w Warszawie) – polski malarz pochodzenia francuskiego, nadworny malarz królów polskich: Augusta III i Stanisława Augusta Poniatowskiego.

## Życiorys

### Pierwsza lata w Rzeczypospolitej
Jego ojcem był stolarz ebenista zatrudniony w warsztatach królewskich w Wersalu, matką – Marie-Anne, córka malarza Charlesa Héraulta, siostra Marie-Cathérine, żony Louisa de Silvestre’a młodszego, nadwornego malarza saskiego.
Nie jest znana dokładna data przybycia Ludwika Marteau do Polski. Według jednej z hipotez został polecony polskiemu monarsze przez swego nauczyciela, Maurice’a Quintina de la Toura; zapewne znaczenie miały tu również wpływy Louisa de Silvestre na dworze polsko-saskim.
W październiku 1752 r. Marteau przebywał tymczasowo na dworze hetmana Jana Klemensa Branickiego w Białymstoku. W listopadzie artysta wyjechał do Warszawy, gdzie zamieszkał w stancji pałacu Branickiego przy ul. Podwale. W 1753 r. namalował portrety hetmana i jego małżonki.

### Mecenat Stanisława Augusta Poniatowskiego
Przypuszczalnie jeszcze za życia Augusta III Marteau uzyskał stanowisko nadwornego artysty. Jednak dopiero opieka, jaką roztoczył nad młodym artystą Stanisław August, pozwoliła mu na pełne rozwinięcie kariery. W latach 1768–1780 twórca mieszkał przy ul. Jezuickiej (w pobliżu Zamku Królewskiego), gdzie przyjmował wizyty króla. W 1792 r. przeniósł się do kamienicy przy ul. Świętokrzyskiej.
W latach 1780–1783 Marteau udzielał lekcji malarstwa Annie Rajeckiej, późniejszej królewskiej stypendystce – pierwszej polskiej artystce, której prace zaprezentowano w paryskim Salonie. Rajecka wysoko ceniła Marteau, utrzymywała też z nim kontakt i po swoim wyjeździe do Francji. Opinię o nim przekazała mężowi, Pierre-Marie Gault de Saint Germainowi, który uwzględnił osobę Marteau w przygotowywanym opracowaniu dziejów malarstwa francuskiego, porównując go do Quentina de La Toura.
W środowisku warszawskim środowisku Marteau miał duże powodzenie, był popularny, darzono go szacunkiem i sympatią. Jak podaje anegdota przytoczona przez Edwarda Rastawieckiego: „Nosił się zawsze po francusku, we fryzurze, w trzewikach, w krótkich spodenkach z pończochami białemi, nawet w zimie. Chodził często na obiad do Księcia Augusta Poniatowskiego Wojewody Ruskiego, do Pałacu na Krakowskim Przedmieściu dziś Potockich; a kiedy było błoto lub śnieg, że nigdy jechać nie chciał, przeto dwaj hajducy Księcia rozmiatali mu wtedy od mieszkania drogę do przejścia...”.
W dokumentach królewskich notowany był jako „peintre du Roi” (od 1765 do 1795 r.). Otrzymywał stałą pensję i dodatkowe wypłaty za pojedyncze prace. W projekcie utworzenia akademii sztuk pięknych (którego ostatecznie nie zrealizowano), miał otrzymać stanowisko profesora malarstwa (z pensją roczną 300 dukatów). Szczególnym wyróżnieniem dla artysty było powierzenie mu pracy nad serią portretów przedstawiających gości słynnych królewskich „obiadów czwartkowych”.
Po śmierci Stanisława Augusta malarza objęła swoim mecenatem Izabela Lubomirska, córka księcia wojewody ruskiego. Zamieszkał wtedy na stancji w jej warszawskim pałacu, pobierając pensję w wysokości 3 dukatów miesięcznie.

## Twórczość

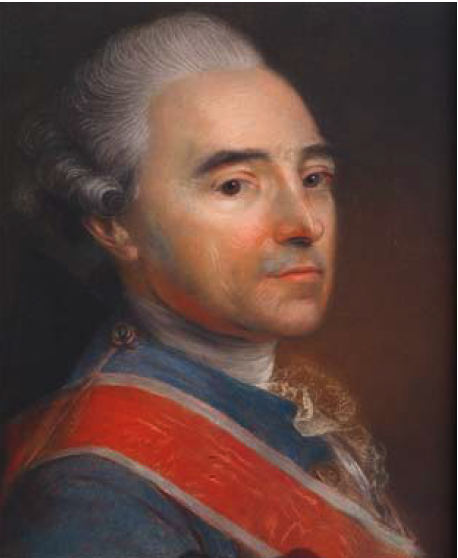
Jeden z ocalałych portretów uczestników obiadów czwartkowych – wizerunek Feliksa Łoyki (1771–1778, Muzeum Narodowe w Warszawie)

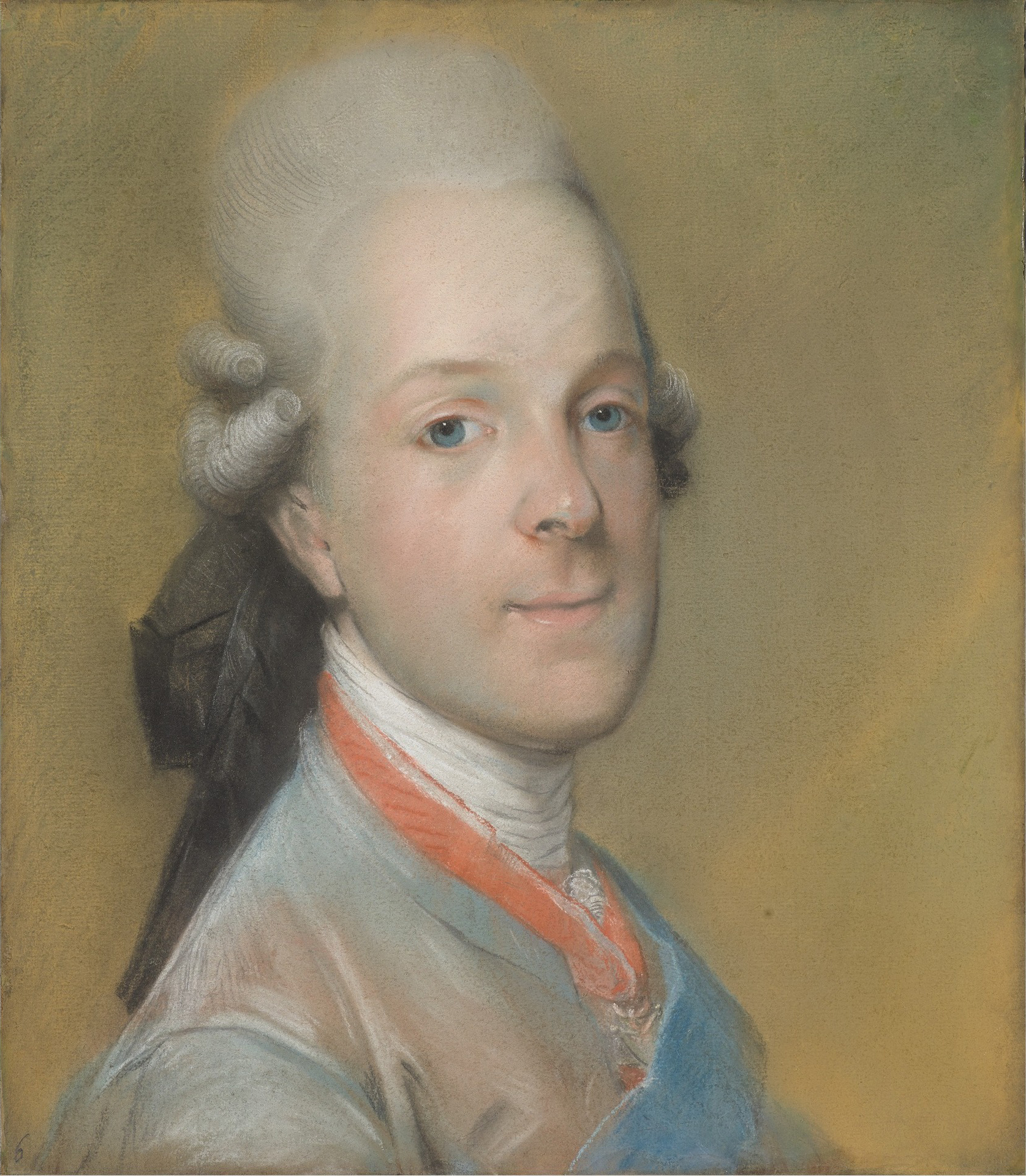
Portret innego uczestnika obiadów czwartkowych, Michała Jerzego Mniszcha (Zamek Królewski w Warszawie)

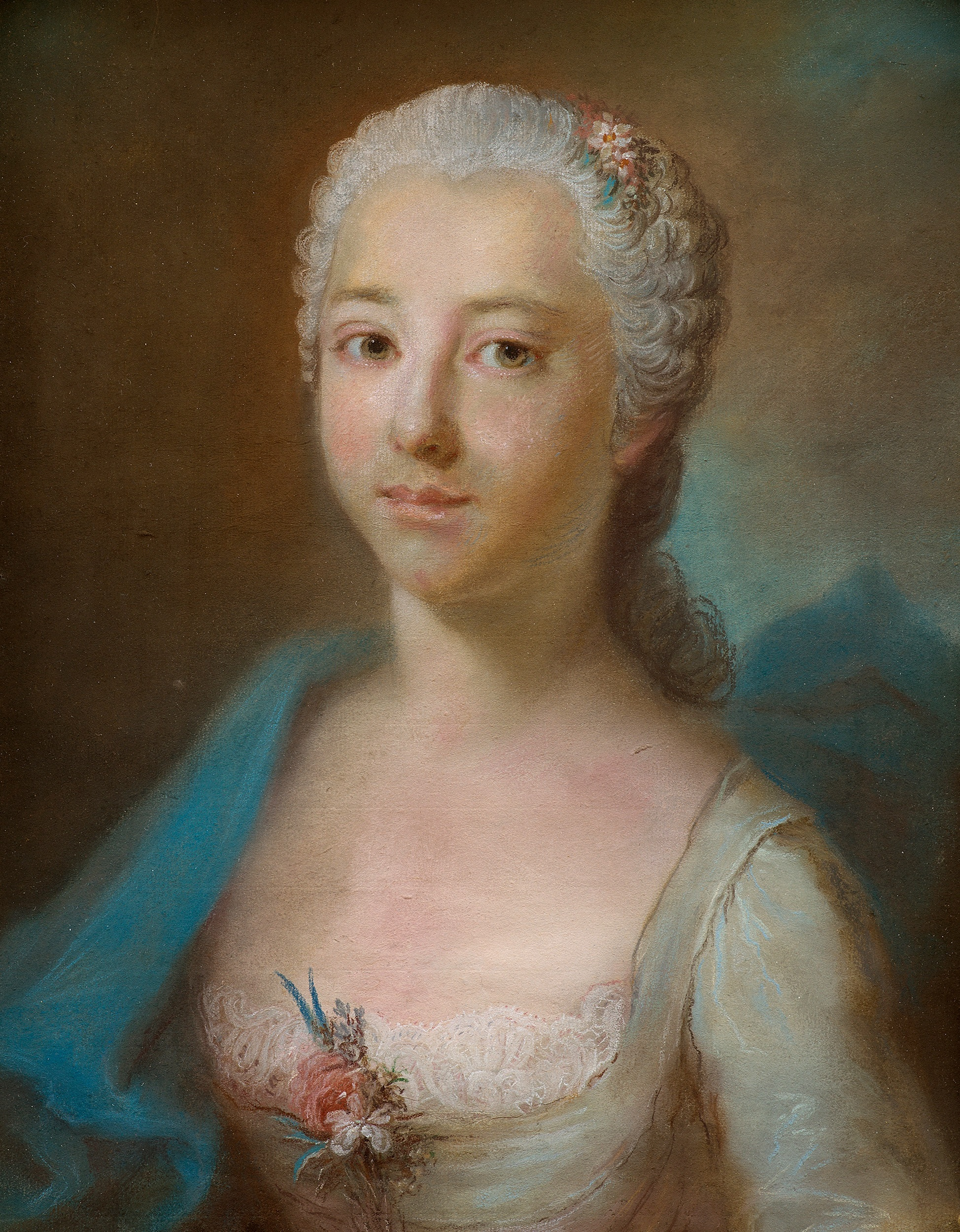
Portret Izabeli z Flemingów Czartoryskiej (1761, Muzeum Pałac w Wilanowie)

### Charakterystyka twórczości
Marteau był przede wszystkim twórcą pasteli i miniatur – najczęściej portretów przedstawicieli świata artystycznego i osób z najbliższego otoczenia króla. Zachowały się przekazy o ponad 100 pracach artysty, które w większości się nie zachowały. W przypadku niektórych obrazów atrybucja nie jest pewna (Marteau prac swoich nie sygnował).
Jego obrazy utrzymane były na ogół w jasnym kolorycie. Ceniono je ze względu na czystość barw i wdzięk przedstawianych postaci. Zdaniem Stefana Kozakiewicza obrazy te „malowane są biegle, z realistycznym zacięciem, z powściągliwym akcentowaniem tła, szat i akcesoriów”.
Powodzenie Marteau wpisuje się w ogólną tendencję w ówczesnej Polsce, w której portrecistów francuskich ceniono bardzo wysoko i ubiegano się o ich prace.

### Prace

#### Portrety uczestników obiadów czwartkowych
Marteau pracował nad nimi w latach od 1771 do 1780. Ostatecznie wykonał przynajmniej 29 pasteli o jednakowych wymiarach (11 × 13 cali, tj. ok. 27,28 × 31,24 cm). Miały one zdobić tzw. Salle verte, przyległą do Gabinetu Marmurowego na Zamku Warszawskim.
Wśród sportretowanych znaleźli się: Stanisław Konarski, Adam Stanisław Naruszewicz, Antoni Maria Portalupi, Karol Wyrwicz, Ignacy Krasicki, Piotr Jacek Śliwicki, Joachim Litawor Chreptowicz, Piotr Celestyn Czaplic, Michał Jerzy Wandalin Mniszech, Jacek Bartłomiej Ogrodzki, Ignacy Potocki, Walerian Piwnicki, Walenty Sobolewski, Józef Bielawski, Andrzej Gawroński, Wojciech Jakubowski, Sebastian Lachowski, Feliks Franciszek Łoyko, Andrzej Mokronowski, Ignacy Nagurczewski, bratanek królewski Stanisław Poniatowski, Józef Strzelecki, Krzysztof Hilary Szembek, Stanisław Trembecki, Franciszek Ksawery Woyna, Andrzej Hieronim Zamoyski, Grzegorz Piramowicz, Franciszek Bohomolec.
Wszystkie te prace (z wyjątkiem portretów Mniszcha, Potockiego, Sobolewskiego, Łoyki, Mokronowskiego, Bielawskiego, Poniatowskiego, Woyny i Zamoyskiego) w 1831 r. na rozkaz cara Mikołaja I przewieziono do Petersburga, gdzie w 1834 r. zostały spalone wraz z innymi wywiezionymi z Warszawy obiektami, które uznano za szczególnie istotne dla polskiej kultury lub za mające niską wartość artystyczną.

#### Inne
Marteau był także autorem pastelowych portretów kobiecych zdobiących niegdyś gabinet zielony w Łazienkach i wnętrza Zamku Królewskiego w Warszawie. Były to wizerunki dam z kręgu dworu oraz faworyt królewskich (m.in. Izabeli z Flemingów Czartoryskiej). Znane są jego obrazy z kolekcji Mniszchów z Wiśniowca (17 pasteli), m.in. portret Anieli z Ledóchowskich Januszowej Sanguszkowej.
Wśród wykonanych przez Marteau przedstawień ważnych osobistości tamtego okresu wyróżnia się portret Hugona Kołłątaja (najbardziej znane z wszystkich przedstawień pisarza). Nie świadczy to jednak o bliższej znajomości malarza z Kołłątajem – obraz powstał prawdopodobnie na zamówienie króla bądź z inicjatywy samego artysty. Portret przedstawia Kołłątaja w surducie z wysokim kołnierzem i białym żabotem – był to prawdopodobnie popularny wśród kleru, modernistyczny strój francuski. Przedstawienie to Zbigniew Rewski zaliczał do „najwyższej klasy postępowego malarstwa portretowego, zmierzającego ku realizmowi”.
Marteau malował także miniatury zdobiące wieczka puzder oraz tabakierek.